# Physokentia dennisii
Espèce
Statut de conservation UICN

 DD  : Données insuffisantes
Physokentia dennisii est une espèce de plantes de la famille des Arecaceae.